# Girdlersulfideproces

Principe van het Girdlersulfideproces: links blauw de koude toren op 30°C, rechts rood de hete toren op 130°C, in geel waterstofsulfide; linksonder stroomt vers water toe, midden boven stroomt zwaar water uit en rechts onder stroomt licht water weg.

Het Girdlersulfideproces, ook bekend als het Geib-Spevackproces of GS-proces, is een industriële productiemethode voor het maken van zwaar water (deuteriumoxide). 
Zwaar water is een belangrijk onderdeel van kernreactoren zoals de CANDU-reactor, omdat het fungeert als een neutronenvertrager of moderator. Het proces dankt zijn naam aan Karl-Hermann Geib en Jerome S. Spevack, die onafhankelijk van elkaar dit proces uitvonden in het begin van 1940, en het bedrijf Girdler, dat de eerste Amerikaanse fabriek met behulp van dit proces realiseerde. De methode is een isotropische uitwisseling tussen H2S en H2O ("licht" water), dat zwaar water produceert na verschillende cascadestappen.
Het is een zeer energie-intensief proces. Gewoon water bevat 155 delen deuterium tegen een miljoen delen waterstof. Tot de sluiting in 1997 was de Bruce Zwaar Waterfabriek in Ontario 's werelds grootste installatie voor de productie van zwaar water, met een capaciteit van 700 ton per jaar. Ze gebruikte het Girdlersulfideproces en vereiste 340 000 ton voedingswater om één ton zwaar water te produceren.
India heeft zeven fabrieken voor de productie van zwaar water. De eerste die gebruikmaakt van het Girdlerproces ligt bij Rawatbhata Kota, Rajasthan.

## Het proces
Elk van de cascades bestaat uit twee kolommen. De ene kolom wordt op 30°C gehouden en wordt de koude toren genoemd; de andere op 130°C, de hete toren. Deuteriumextractie gebeurt op basis van het verschil in het evenwicht in de onderstaande vergelijking bij 30°C en 130°C:
{\displaystyle {\ce {H2O + HDS <=> HDO + H2S}}}
Zwavelwaterstof circuleert in een gesloten lus tussen de koude toren en de hete toren. Gedemineraliseerd en ontlucht water wordt gevoed aan de koude toren, waar een deel van het deuterium vanuit het waterstofsulfidegas naar het vloeibare water migreert.
Dit "verrijkte" water uit de koude toren wordt gevoed aan de hete toren, waar deuterium de omgekeerde weg aflegt, van het vloeibare water naar het gasvormige waterstofsulfide. Door meerdere kolommen te schakelen (een "cascade") wordt de concentratie deuterium hierin steeds hoger.
Met dit procedé wordt het water verrijkt tot 15% à 20% deuterium. Verdere verrijking tot "reactor-grade" zwaar water met meer dan 99% deuterium gebeurt door vacuümdestillatie.